# 阿戈斯蒂娜·阿隆索
阿戈斯蒂娜·阿隆索（西班牙語：Agostina Alonso，1995年10月1日—），阿根廷女子曲棍球运动员。她曾代表阿根廷国家队参加2020年夏季奥林匹克运动会曲棍球比赛，获得一枚银牌。